# Volker Ferkau

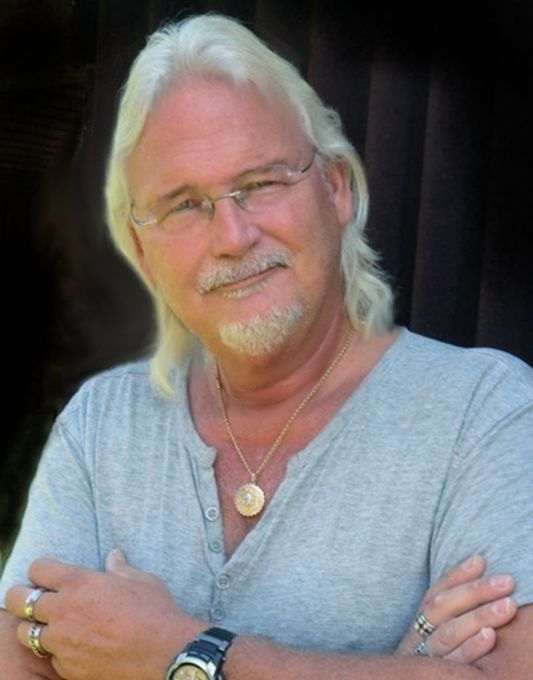
Volker Ferkau, dt. Autor, 2015

Volker Ferkau (* 1955) ist ein deutscher Autor. 2013 hat er Deutschland verlassen und lebt seitdem in Spanien.

## Leben
Neben seiner Tätigkeit als Musiker, Mitarbeiter einer Marketing- und Werbeagentur, veröffentlichte Volker Ferkau Heftromane im Bastei-Verlag (Mitternachtsroman, Maddrax, Sternenfaust) sowie Heftromane und Erzählungen im Kelter-Verlag (Spuklicht, Gaslicht und Irrlicht) unter Pseudonym.
Mit dem Schreiben begann er bereits als Jugendlicher und veröffentlichte in Wochenendbeilagen von Tageszeitungen Geschichten, die er teilweise auch selbst illustrierte. Für den Fabylon Verlag verfasste er einen Taschenbuch-Roman.
Seit 2010 erscheinen mit zum Teil großen zeitlichen Abständen die Romane der von Ferkau konzipierten und geschriebenen Serie Volker Ferkaus Mythenland. Ab dem 4. Mai 2010 erschien monatlich der Murgon-Zyklus. Jeder der fünf Romane umfasste 384 Seiten. Seit Ende April 2012 erscheint vierzehntäglich der elf Romane umfassende Sharkan-Zyklus, als Heftromane von je 60 Seiten. Alle Mythenland-Romane wurden vom Kelter-Verlag veröffentlicht.

## Musik
Volker Ferkau ist Multiinstrumentalist (Gitarre, Mundharmonika, Keyboard, Schlagzeug) und Musikproduzent.

## Werke

### Bücher
- 2008: Am Rande der Hoffnung. (Band 5 des Fantasy-Zyklus SunQuest, zusammen mit Michael Marcus Thurner), Fabylon Verlag, Markt Rettenbach. ISBN 978-3-927071-21-6

### Heftromane und Taschenhefte
- Sternenfaust: Nr. 118: Preis der Gewalt, Nr. 121: Weg ins Unbekannte, Nr. 126: Meuterei auf der Sternenfaust, Nr. 133: Der Kampf um Lor Els Auge, Nr. 143: Loodoon, Nr. 144: Wächter des Kristariums
- Maddrax: Nr. 232: Höllisches Paradies, Nr. 244: Der dunkle Traum, Nr. 252: Die Schrecken der Medusa
- Mythenland, alle Hefte, teils mit Co-Autor
- verschiedene Romantic-Thriller bei Bastei-Verlag und Kelter Verlag unter dem Pseudonym Valerie Fayne